# 北京工人自治联合会
北京工人自治联合会，简称“工自联”或“北京工自联”，是1989年天安门事件期间部分工人组建的独立工会，最初成立于4月中旬纪念原中共中央总书记胡耀邦逝世的追悼会期间，正式成立于5月18日。工自联谴责政治腐败，并希望作为一个独立工会以最大能力来“监督中国共产党”，以区分于中国共产党控制的中华全国总工会。
与典型的工会不同，工自联没有在各个工厂和车间设立分支机构。尽管如此，在其参与抵抗政府的戒严令后，其影响力迅速上升，其组织的示威活动也开始频繁。6月3日晚解放军的镇压行动中，工自联遭遇了毁灭性打击。镇压后，中华人民共和国政府将其定义为“非法组织”，并逮捕了其领导人。

## 组织起源
1978年来，邓小平发起的经济改革提高了许多城市工人的生活水平，但到了1988年，许多城市工人认为自己是“十年经济改革的牺牲品”。腐败和通货膨胀尤其激怒了工人，一些工人在1988年至1989年间以怠工和非法罢工作为回应。 
1989年4月15日胡耀邦逝世后，学生、工人和北京的普通市民在天安门广场的人民英雄纪念碑聚集、哀悼和谈论政治。4月20日，有传言称在中南海静坐示威的大学生遭到军警殴打，这一“四二零血案”的谣言在整个城市中不胫而走。出于愤怒，一名工人一群自称“北京工人联合会”的工人开始散发两份传单。 第一份传单《告全市人民书》谴责通货膨胀失控，批评腐败官员，并呼吁“全市各阶层人民团结起来，为真理、为国家民族的前途而斗争”。第二份传单《十问书》要求党中央公布赵紫阳夫妇每周打高尔夫球的支出明细、邓朴方在香港跑马场下的赌注数量，并质疑中央经济政策在控制通胀等方面的成效，称“物价还在不断上涨，人民生活水平直线下降”。传单还要求党中央领导人公开其在全国各地的住房和收入。4月20日散发的传单和纪念碑附近的骚动吸引了数十名工人参与进这个刚刚起步的组织，其中在日后最引人注目的便是铁路工人韩东方。

## 行动
四月底至五月初，约有七八十名工人积极分子定期在天安门前的西侧观礼台会面，但他们并未公开表明自己是工自联成员。在5月13日学生们宣布绝食后的一周内，工自联开始公开活动。在此期间，组织成员曾向中华全国总工会的办事处寻求帮助。尽管全总对广场上的学生提供了公共支持，并为绝食学生捐赠了10万元人民币的医疗援助，但他们并没有帮助工自联。
工自联尝试去北京市公安局进行组织登记，但被后者视作捣乱分子加以回绝，但他们并未被官方的不认可吓阻，仍于5月18日正式宣布了组织的成立。一份落款日期为5月20日的传单宣称，工自联是“首都工人在非常时期自发创建的过渡组织”。其既定目标包括推进民主、反对独裁和支持绝食学生。根据社会学家魏昂德和龚小夏的说法，工自联希望作为一个整体来代表工人的利益，而不是处理具体的劳动争议。
戒严令后，广场上学生人数逐渐减少，工自联的成员却在持续增长，尽管具体数字的估计差异很大。一位学者写道，该组织“声称拥有3,000名成员”，而两名前工自联活动家表示，截至6月3日，该组织已登记“近20,000名成员”。只有能证明自己是北京居民且有工作单位隶属关系的人才能加入工自联。

## 与学生的关系
在工自联对待学生及学生运动的态度上，研究者们存在分歧。魏昂德和龚小夏在1993年发表的论文中称，其在采访前工自联成员时得知，在运动期间，工人和学生之间存在重大摩擦，两个群体的目标存在冲突，这着重体现在工人对经济改革以及所谓“改革派”领导人的强烈批评态度。例如，许多学生对赵紫阳和改革派表示同情，特别是在赵紫阳5月19日访问天安门广场之后，但赵紫阳失势后，工自联仍持续对他进行批判。此外，由于学生坚持维护运动的“纯洁性”，工自联前成员感到被边缘化了。五月，学生至少两次阻止工人在天安门广场建立指挥部。五月底，学生们才允许工自联将活动阵地由天安门西侧的观礼台移至天安门广场。
社会学家赵鼎新经过访谈与调查后认为，北京大学法学院学生李进进、中国政法大学学生周勇军等学生领袖，通过起草文件和提供法律建议，为工自联提供了重要帮助。学生们还向工自联提供了广播设备和横幅。赵鼎新认为工自联“显然只是学生运动的一个派生物”。

## 解散
解放军对抗议者的武装镇压结束了北京工人自治联合会的短暂存在。 6月3日晚间，一群年轻人护送北京工自联领导人韩东方离开天安门广场。当年轻人试图说服他离开时，他们把他比作波兰团结工会的领袖莱赫·瓦文萨。韩东方随后骑自行车逃往河北省。 6月8日，戒严部队指挥部发布公告，宣布工自联为非法组织，勒令其解散。通告称，工自联领导人是“在首都煽动和组织这场反革命暴乱的重要分子”。韩东方后来骑自行车回京并向警方自首，其后在未经审判的情况下被监禁22个月，直到他患上肺结核后于1991年4月获释。